# Iustinianus (Bischof)
Iustinianus oder Iustianus wird für das 4. Jahrhundert als Bischof der Civitas Rauricorum bzw. von Castrum Rauracense (Kaiseraugst) genannt, damals gelegen in der römischen Provinz Maxima Sequanorum (in der Präfektur Gallia in der Dioecesis Galliae). Ob er tatsächlich existierte, ist aufgrund der unsicheren Quellenlage nicht mit Sicherheit zu sagen.
Ein Bischof namens Iustinianus taucht einerseits als einer der adressierten gallischen Bischöfe auf einem Schreiben der auf dem von den römischen Kaisern Constans und Constantius II. für das Jahr 343 einberufenen Konzil von Serdica (dem heutigen Sofia) vertretenen Bischöfe auf. Amtssitze werden dort für die genannten Personen jedoch nicht aufgeführt; das Bistum des 343 bezeugten Iustinianus könnte sich überall in den gallisch-germanischen Provinzen befunden haben. Zum anderen gehört ein Iustinianus auch zu den Unterzeichnern der Akten des angeblichen Konzils von Köln. Die aus dem 10. Jahrhundert stammenden Akten dieser Synode sowie die Synode selbst werden jedoch heute von der Forschung als eine mittelalterliche Fälschung eingeschätzt.
Die Rauriker bewohnten damals die Gegend am Rheinknie um Basel und bildeten die Civitas Rauricorum. Ihre Hauptstadt war die Colonia Augusta Raurica. Nach der durch die Alamanneneinfälle kriegerisch bedingten weitgehenden Beschädigung der Stadt in den Jahren 273/274 errichteten die Römer am Rheinufer ein Kastell, das Castrum Rauracense. Hier residierte Justinian als der erste namentlich bekannte Bischof der Gegend. Es kann angenommen werden, dass die nach den Raurikern benannte Verwaltungseinheit (civitas) den Umfang des alten Sprengels des Bistums Basel vorgeprägt hat.
Um 400 wird dann erstmals Basilia (Basel) als Bischofssitz erwähnt, der sich zu jener Zeit wegen erneuter Alamanneneinfälle auf dem besser zu schützenden Basler Münsterhügel befand, wo ebenfalls ein römisches Kastell errichtet worden war. Die Kontinuität des Kaiseraugster Bistums ist jedoch nicht belegt, denn bis zum Mönch Ragnacharius aus dem Kloster Luxeuil, der im 7. Jahrhundert als Bischof von Augst und Basel verbürgt ist, fehlen bislang entsprechende Dokumente mit Bischofsnamen. Nicht ganz ausgeschlossen werden kann daher, dass der Bischofssitz in Augusta Raurica nicht durchgehend besetzt war.